# Видуты
Видуты (укр. Відути) — село в Луковской поселковой общине Ковельского района Волынской области Украины.
До 2020 года входило в Турийский район.
Код КОАТУУ — 0725586703. Население по переписи 2001 года составляет 134 человека. Почтовый индекс — 44810. Телефонный код — 3363. Занимает площадь 0,849 км².